# Samatan
Samatan este o comună în departamentul Gers din sudul Franței. În 2009 avea o populație de 2.297 de locuitori.

## Evoluția populației
| An        | 1975  | 1982  | 1990  | 1999  | 2006  | 2009  |
| --------- | ----- | ----- | ----- | ----- | ----- | ----- |
| Populație | 1.840 | 1.831 | 1.716 | 1.832 | 2.130 | 2.297 |